# Davide Paolini
Davide Paolini (Galeata, 23 marzo 1948) è un giornalista, gastronomo e conduttore radiofonico italiano.

## Biografia
Dal 1975 intraprende la carriera giornalistica e per i successivi sette anni scrive prima su La Nazione di Firenze e poi sul settimanale Il Mondo. Nel 1982 lascia il giornalismo e viene nominato Direttore delle relazioni esterne del gruppo Benetton, dopo un quadriennio l'azienda lo sceglie per ricoprire il ruolo di amministratore delegato del progetto Benetton Formula, scuderia che raggiungerà i vertici della Formula 1 in pochi anni. Carica che, assieme alla direzione relazioni esterne del gruppo Benetton, ricoprirà fino al 1990. Nel 1983 inizia per passione una rubrica nel domenicale "A me mi piace", che continua poi nel ventunesimo secolo.
A metà degli anni 90 crea un movimento la cui filosofia è la ricerca in tutti i territori di quei prodotti che identifica con un termine da lui creato: giacimenti gastronomici e, oltre a mantenere la rubrica domenicale di cibo e vino sul Sole 24 Ore, inizia collaborazioni saltuarie con numerose testate tra cui: Panorama, Vanity Fair, L'Europeo, il Resto del Carlino. Una volta lasciato l'incarico in Benetton, fonda a Milano l'agenzia di comunicazione Idea Plus e inventa numerosi eventi, fra cui Taste, Squisito, Territori in festival, Milano Golosa, Roma Golosa, Semplicemente Uva, Gourmandia, Il panettone d'estate. Dal 1999 conduce la trasmissione su Radio 24 "Il Gastronauta", di cui è anche autore. Ha insegnato come docente di Turismo Enogastronomico nell’Università di Parma. È stato conduttore tv in Squisito (Rai International), i Viaggi del Gastronauta (LA7), Stelle del Sud (Rai 1).

## Opere
- Le ricette della memoria e l'arte di fare la spesa, S&K
- La geografia emozionale del Gastronauta, S&K
- Il mestiere del Gastronauta, S&K
- Annuario delle Sagre Italiane
- Prodotti Tipici D'Italia, Garzanti (la Garzantina)
- Viaggio nei giacimenti golosi, Mondadori
- Il Pane dalla A alla Z, Rizzoli Libri Illustrati
- La Pasta dalla A alla Z, Rizzoli Libri Illustrati
- Guida ai ristoranti del Sole24Ore, ed. EdAgricole
- Cibovagando, gli itinerari per scoprire i tesori golosi italiani, ed. Il Sole 24 Ore
- Cibovagando tra i salumi d'Italia, ed. Calderini
- Cibovagando tra i formaggi d'Italia, ed. Calderini
- Alla scoperta del gusto italiano, ed. 24 Ore Cultura
- Il Crepuscolo degli Chef, Longanesi editore